# Clastobryum spiculiferum
Clastobryum spiculiferum är en bladmossart som beskrevs av B. C. Tan, Iwatsuki, Norris in B. C. Tan och Iwatsuki 1992. Clastobryum spiculiferum ingår i släktet Clastobryum och familjen Sematophyllaceae. Inga underarter finns listade i Catalogue of Life.